# Cantone di Le Pont-de-Montvert
Il Cantone di Le Pont-de-Montvert era una divisione amministrativa dell'arrondissement di Florac.
È stato soppresso a seguito della riforma complessiva dei cantoni del 2014, che è entrata in vigore con le elezioni dipartimentali del 2015.
Comprendeva i comuni di:
- Fraissinet-de-Lozère
- Le Pont-de-Montvert
- Saint-Andéol-de-Clerguemort
- Saint-Frézal-de-Ventalon
- Saint-Maurice-de-Ventalon
- Vialas